# Phomopsis rosae
Phomopsis rosae is een schimmelsoort behorend tot de familie Diaporthaceae.  De soort werd in 1884 door Stephan Schulzer von Müggenburg en Pier Andrea Saccardo voor het eerst beschreven als Phoma rosae, en in 1911 door Hermann Diedicke overgebracht naar Phomopsis. 

## Verspreiding
De enige waarnemingen die bekend zijn op GBIF komen uit Noord-Amerika.